# Keramik
Keramik (en ukrainien : Керамік, en russe : Керамик) est une commune urbaine de l'est de l'Ukraine, dans l'oblast de Donetsk, dépendante du raïon de Pokrovsk et de la communauté territoriale d'Otcheretyne. La commune n'était plus peuplée que de 20 habitants en 2023. Elle était de 339 en 2022.

## Géographie
Elle est proche de la rivière Kalynivka, un sous-affluent de la rivière Krivyï Torets dans le bassin versant du Donets. Elle se trouve à 30 km au nord-ouest de la ville de Donetsk, et à 5 km à l'ouest de la commune urbaine d'Otcheretyne.